# Los motorizados
Los motorizados (en italiano: I motorizzati) es una coproducción italiana y española dirigida por Camillo Mastrocinque y protagonizada por Nino Manfredi, Ugo Tognazzi y el dúo cómico Franco Franchi y Ciccio Ingrassia, de género comedia.

## Reparto
- Nino Manfredi: Nino Borsetti
- Ugo Tognazzi: Achille Pestani
- Franco Franchi: Ladrón
- Ciccio Ingrassia: Ladrón
- Franca Valeri: Velia
- Gianni Agus: Mario
- Aroldo Tieri: Dino
- Walter Chiari: Valentino
- Marcella Rovena: Maria Grazia
- Franca Tamantini: Giovanna
- Mercedes Alonso: Claudia
- Mac Ronay: Policía de tráfico
- Alberto Bonucci: Mario Bianchi
- Gina Rovere: Elisa
- Dolores Palumbo: Suegra de Nino
- Mario Pisu: Angelo
- Mimmo Poli: Vittorio
- Mario Brega: Edoardo
- Luigi Pavese: Capoufficio de Nino
- Loredana Nusciak: Paola